# Mã Văn Thụy
Mã Văn Thụy (tiếng Trung: 马文瑞; Wade–Giles: Ma Wen-jui; 4 tháng 11 năm 1912 - 3 tháng 1 năm 2004) là một chính khách và nhà cách mạng Cộng sản Trung Quốc. Ông từng là Bộ trưởng Bộ Lao động Trung Quốc, Bí thư thứ nhất (lãnh đạo cao nhất) của tỉnh Thiểm Tây, và là Phó Chủ tịch Ủy ban Toàn quốc Hội nghị Hiệp thương Chính trị Nhân dân Trung Quốc (CPPCC). Ông dính líu đến vụ việc Lưu Chí Đan trong những năm 1960, và bị bức hại và bỏ tù trong năm năm trong cuộc Cách mạng Văn hóa.

## Thời thơ ấu và tham gia cách mạng
Mã Văn Thụy sinh ngày 4 tháng 11 năm 1912 trong một gia đình khá giả ở Tử Châu, Thiểm Tây, Trung Quốc. Mẹ ông mất khi ông mới bốn tuổi. Khi lên 14 tuổi, ông bắt đầu học về chủ nghĩa Mác. Ông tham gia Đoàn Thanh niên Cộng sản Trung Quốc năm 1926, và tham gia vào nhiều phong trào sinh viên khác nhau. Sau đó, ông làm việc trong việc kích động cách mạng ở tỉnh nhà của ông. Năm 1935, ở tuổi 23, ông góp phần vào việc thành lập hai Xô viết ở Thiểm Tây. Trong chiến tranh Trung-Nhật lần thứ hai, ông làm việc ở miền bắc Thiểm Tây gần căn cứ Cộng sản ở Diên An, và nghiên cứu khoa học quân sự tại Đại học Quân sự và Chính trị kháng Nhật. Ông là một trong những nhà lãnh đạo chính của Văn phòng Tây Bắc của Đảng Cộng sản, và là một trong những người theo Tập Trọng Huân đầu tiên.

## Bộ trưởng Bộ Lao động và bị bức hại
Sau khi thành lập Cộng hòa Nhân dân Trung Hoa năm 1949, Ma được bầu làm ủy viên dự khuyết của Ủy ban Trung ương Đảng Cộng sản Trung Quốc khóa VIII. Ông được bổ nhiệm làm Bộ trưởng Bộ Lao động năm 1954. Năm 1962, Khang Sinh cáo buộc tiểu thuyết tiểu sử của Lý Kiến Đồng về tử đạo Lưu Chí Đan như một "âm mưu chống đảng", và Mã Văn Thụy bị liên quan vì Lý Kiến Đồng đã phỏng vấn và viết tên ông trong sổ ghi chép.:116 Ba nạn nhân chính, Tập Trọng Huân, Giả Thác Phu, và Lưu Cảnh Phạm, được dán nhãn "nhóm chống đảng Tập-Giả-Lưu". Vào đầu Cách mạng Văn hóa, Giả Thác Phu qua đời vào năm 1967 sau nhiều dại hội phê đấu. Mã Văn Thụy sau đó bị cáo buộc thành một âm mưu chính của nhóm, bây giờ đổi tên thành "Bè lũ Tập-Mã-Lưu", và chịu sự bức hại nghiêm trọng.:116 Ông bị bắt vào tháng 1 năm 1968 và bị giam giữ năm năm tại một đồn quân sự.:112

## Sau Cách mạng Văn hóa
Ông đã được phục hồi về chính trị vào năm 1977, sau khi kết thúc Cách mạng Văn hóa, và trở lại làm Phó Chủ tịch Ủy ban Cải cách và Phát triển Quốc gia, và Phó Hiệu trưởng Trường Đảng Trung ương Đảng Cộng sản Trung Quốc. Vào tháng 12 năm 1978, khi Bí thư thứ nhất Thiểm Tây, Vương Nhậm Trọng được thăng chức lên Phó thủ tướng, Mã Văn Thụy trở về Thiểm Tây để kế nhiệm làm Bí thư Tỉnh ủy. Những đóng góp lớn của ông cho tỉnh nhà của ông bao gồm việc phục hồi Thành tường Tây An và việc xây dựng Sân bay quốc tế Hàm Dương Tây An. Ông là ủy viên chính thức của Ủy ban Trung ương Đảng Cộng sản Trung Quốc khóa XI và XII.
Ông đã được bổ nhiệm làm Phó Chủ tịch Ủy ban Toàn quốc Hội nghị Hiệp thương Chính trị Nhân dân Trung Quốc tháng 5 năm 1984 và phục vụ cho đến năm 1993, khi ông nghỉ hưu chính trị. Vào năm 1990, ông cùng với Bàng Chân, đã thành lập Hội Nghiên cứu Tinh thần Diên An Trung Quốc; và ông phục vụ như là chủ tịch của nó.
Ông qua đời ngày 3 tháng 1 năm 2004 tại Bắc Kinh. Lời cuối cùng của ông là "Tôi nhớ Diên An"